# Julija Biessonna
Julija Walerjewna Biessonna (ros. Юлия Валерьевна Бессо́нная; ur. 30 października 1988 w Krymsku) – rosyjska siatkarka, grająca na pozycji przyjmującej. Od sezonu 2019/2020 występuje w drużynie Dinamo Krasnodar.

## Sukcesy reprezentacyjne
Mistrzostwo Wysszaja liga "A":
- 2013

Puchar Syberii:
- 2015
- 2014